# Vərməziyar
Vərməziyar è un comune dell'Azerbaigian situato nel distretto di Şərur.